# Uc de Lescura
Uc de Lescura, o de l'Escura, in francese Hughes de l'Escure (fl. 1190–1204), è stato un trovatore francese minore.
L'identificazione della sua presunta città natale, Lescura, è ignota. Vi è una Lescure nell'Ariège, Aveyron e Tarn. In base ai riferimenti contenuti nella sua opera, lo storico Alfred Adler lo colloca alla corte di Alfonso VIII di Castiglia (che lui chiama "imperatore") e in Catalogna.
Il solo lavoro di Uc esistente è un sirventes, "De mots ricos no tem Peire Vidal", che inizia con un Gab in cui proclama la sua superiorità rispetto a otto dei suoi trovatori contemporanei: Peire Vidal, Albertet de Sestaro, Perdigon e Aimeric de Peguilhan, così come altri ignoti, Arnaut Romieu, Pelardit e Gualaubert. Il resto della poesia è un feroce attacco alla morale del baronato alla maniera di Marcabru. La rima, il metro e la melodia della composizione sono copiate interamente da un lavoro di Peire Vidal, Anc no mori per amor ni per al.
Sirventes
             De mots ricos no tem Peire Vidal

             ni'N'Albertet de sa votz a ben dir

             ni'N Perdigon de greu sonet bastir,

             ni'N Pegulhan de chansos metre en sal,

             ni de gabar sos chans N'Arnaut Romieu

             ni de lausar Fonsalada son fieu,

             ni'N Pelardit de contrafar la gen,

             ni'N Gualaubet de viular coyndamen.